# Cordula Hubrich
Cordula Hubrich (* 3. Juni 1937 in Steinhöring bei München) ist eine deutsche Schauspielerin.

## Leben und Wirken
Hubrich wurde im nationalsozialistischen Deutschland als 30. Kind im Lebensborn-Werk in Steinhöring geboren.
Nach ihrer Schauspielausbildung führten sie Engagements ans Schiller- und Schlosspark Theater. Beim SFB war sie als Sprechlehrerin tätig und in ihrer Heimatstadt unterrichtete sie beim Bayerischen Rundfunk. In Film und Fernsehen war sie in zahlreichen Gastauftritten zu sehen, z. B. in der Polizeiserie Direktion City, der Literaturverfilmung Ein Mann will nach oben oder der erfolgreichen Vorabendserie Drei Damen vom Grill.
Als Münchner Sprecherin war sie als 2. Stimme von Victoria Cannon für Linda Cristal in der Serie High Chaparral sowie in Hörspielen des Labels Europa (Label) zu hören.

## Filmografie
- 1973: Algebra um Acht
- 1975: Im Werk notiert
- 1976: Direktion City
- 1976: Der Mann, der sich nicht traut
- 1977: Direktion City
- 1978: Ein Mann will nach oben
- 1978: Café Wernicke
- 1978: Kommissariat 9: Der Zapfhahn
- 1980: Hungerjahre – in einem reichen Land
- 1980: Schicht in Weiß
- 1981: Der Fall Maurizius
- 1981: Überfall in Glasgow
- 1982: Direktion City
- 1985: 250.000 Mücken im Pappkarton
- 1985: Alte Gauner – Gesegnete Mahlzeit
- 1986: Auf den Tag genau
- 1994: Berliner Weiße mit Schuß